# Finnische Badmintonmeisterschaft 1977
Die Finnische Badmintonmeisterschaft 1977 fand vom 12. bis zum 13. März 1977 in Pori statt.

## Finalresultate
| Disziplin    | Sieger                                 | Finalist                         | Ergebnis    |
| ------------ | -------------------------------------- | -------------------------------- | ----------- |
| Herreneinzel | Lars-Henrik Nybergh                    | Dick Monthén                     | 15-9, 15-1  |
| Dameneinzel  | Raija Koivisto                         | Wiola Renholm                    | 11-4, 11-9  |
| Herrendoppel | Lars-Henrik Nybergh Carl-Johan Nybergh | Dick Monthén L. Sundström        | 15-4, 15-4  |
| Damendoppel  | Maarit Jaakkola Sylvi Jormanainen      | Ann-Louise Wiklund Peggy Falcken | 15-5, 15-7  |
| Mixed        | Lars-Henrik Nybergh Gun Hasselström    | Martti Suokari Wiola Renholm     | 17-15, 15-1 |